# راب رنسنبرینک
پیتر رابرت «راب» رنسنبرینک (به انگلیسی: Pieter Robert "Rob" Rensenbrink) (زاده ۳ ژوئیه ۱۹۴۷ – درگذشته ۲۴ ژانویه ۲۰۲۰) در ۳ ژوئیه ۱۹۴۷ میلادی در شهر آمستردام هلند به دنیا آمد. این بازیکن فوتبال سابق هلندی توانست دو بار به همراه تیم ملی هلند به فینال جام‌های جهانی ۱۹۷۴ و ۱۹۷۸ برسد.
رنسنبرینک هافبکی خلاق با استعدادی سرشار بود. در دهه ۷۰ میلادی به بازی در باشگاههای بلژیک پرداخت و با بازی‌های زیبایش به اسطوره آن دهه فوتبال باشگاهی بلژیک تبدیل شد.
وی بازیکن پیش روی خود را به راحتی دریبل می زد و در عین حال تمام‌کننده قابلی نیز بود. او عادت داشت قبل از زدن ضربه جهت ضربه را به دروازه بان حریف می گفت و ضربه اش را به همان محلی که اعلام کرده بود می نواخت. با این وجود در کل دوران فوتبالی خود تنها دو ضربه پنالتی را از دست داد.